# Pavare morișcă
În geometrie pavarea morișcă este una din pavările neperiodice definite de Charles Radin și bazate pe o construcție datorată lui John Conway.
Acestea sunt primele pavări neperiodice cunoscute care au fiecare proprietatea că dalele lor apar într-un număr infinit de orientări.

## Pavarea Conway

Șirul crescător de triunghiuri care definește pavarea Conway a planului

Descompunerea lui Conway a triunghiului în triunghiuri mai mici asemănătoare

Fie {\displaystyle T} triunghiul dreptunghic cu lungimile laturilor {\displaystyle 1,\,2} și {\displaystyle {\sqrt {5}}}. Conway a observat că {\displaystyle T} poate fi împărțit în cinci triunghiuri izometrice mai mici obținute prin scalarea triunghiului inițial cu factorul {\displaystyle 1/{\sqrt {5}}}.
Prin redimensionare și translație/rotație adecvată, această operație poate fi repetată pentru a obține un șir infinit crescător de triunghiuri tot mai mari, toate făcute din copii izometrice ale lui {\displaystyle T}. Reunirea tuturor acestor triunghiuri dă o pavare a întregului plan prin copii izometrice ale lui {\displaystyle T}.
În această pavare, copiile izometrice ale lui {\displaystyle T} apar într-un număr infinit de orientări (acest lucru se datorează unghiurilor {\displaystyle \arctan(1/2)} și {\displaystyle \arctan(2)} ale lui {\displaystyle T}, ambele incomensurabile cu {\displaystyle \pi }). În ciuda acestui fapt, toate vârfurile au coordonate raționale.

## Pavarea morișcă

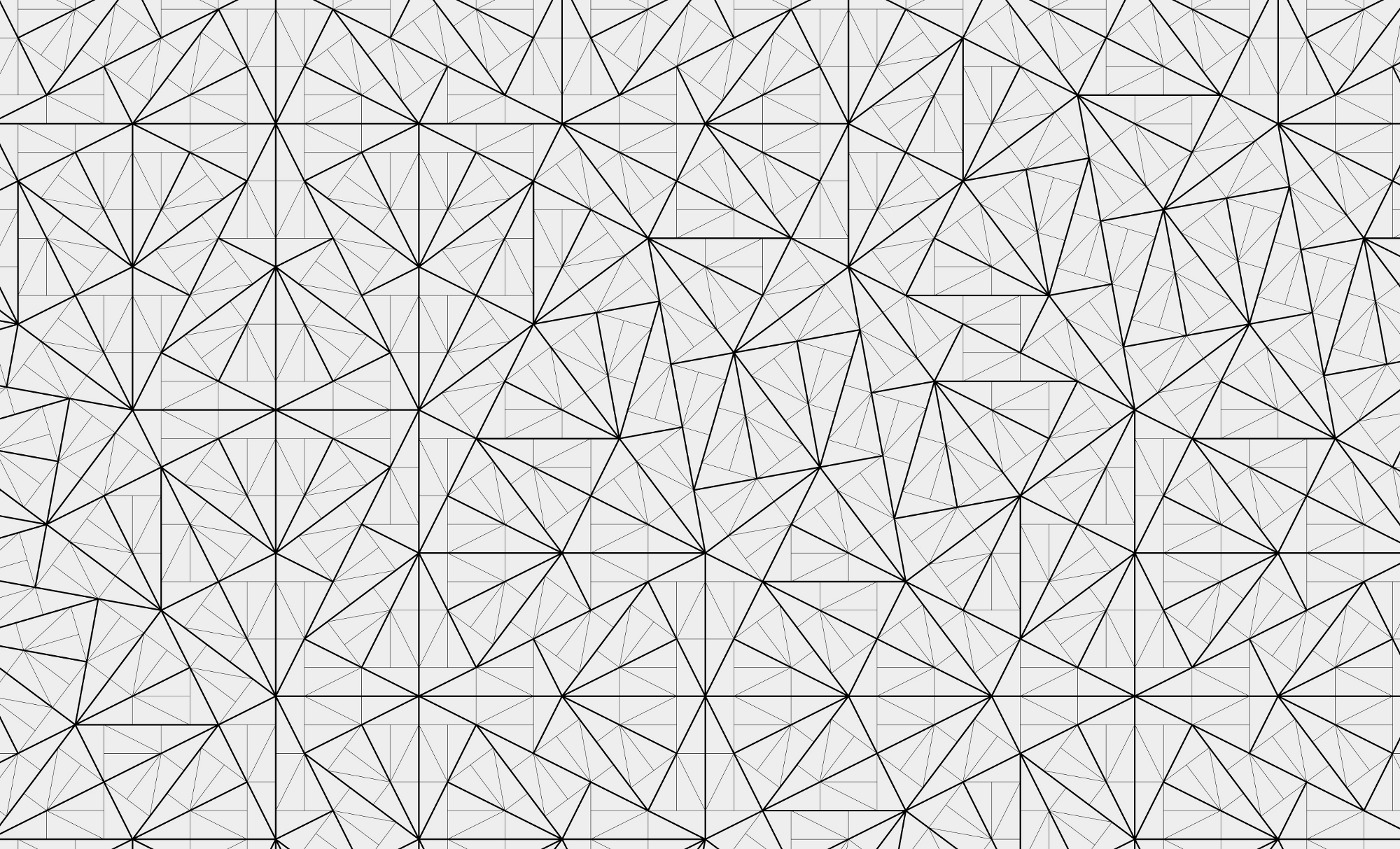
Pavarea morișcă: dalele pot fi grupate în seturi de câte cinci (liniile mai groase) pentru a forma o nouă dală a pavării (până la redimensionare)

Radin s-a bazat pe construcția de mai sus a lui Conway pentru a defini pavările morișcă. Formal, pavările morișcă sunt pavări ale căror dale sunt copii izometrice ale lui {\displaystyle T}, în care o dală poate avea în comun cu o altă dală fie o latură întreagă, fie jumătate din latura {\displaystyle 2} astfel încât să fie valabilă următoarea proprietate. Având în vedere orice pavare {\displaystyle P}, există o pavare {\displaystyle P'} care, odată divizată în cinci conform construcției Conway iar rezultatul este sacalat cu factorul {\displaystyle {\sqrt {5}}}, este identică cu {\displaystyle P}. Cu alte cuvinte, dalele oricărei pavări morișcă pot fi grupate în seturi de cinci în dale omotetice, astfel încât aceste dale omotetice să formeze (până la scalare) o nouă pavare morișcă.
Pavarea construită de Conway este o pavare morișcă, dar există nenumărate alte pavări diferite. Toate sunt indistinctibile local (au același aspect local). Toate au, la fel cu pavarea Conway, proprietatea că dalele apar într-un număr infinit de orientări (și că vârfurile au coordonate raționale).
Principalul rezultat demonstrat de Radin este că există o mulțime finită (deși foarte mare) de așa-numitele protodale, fiecare fiind obținută prin colorarea laturilor lui {\displaystyle T}, astfel încât pavările morișcă să fie exact pavarea planului prin copii izometrice ale acestor protodale, cu condiția ca ori de câte ori două copii se ating într-un punct, să aibă aceeași culoare în acel punct.

## Generalizări

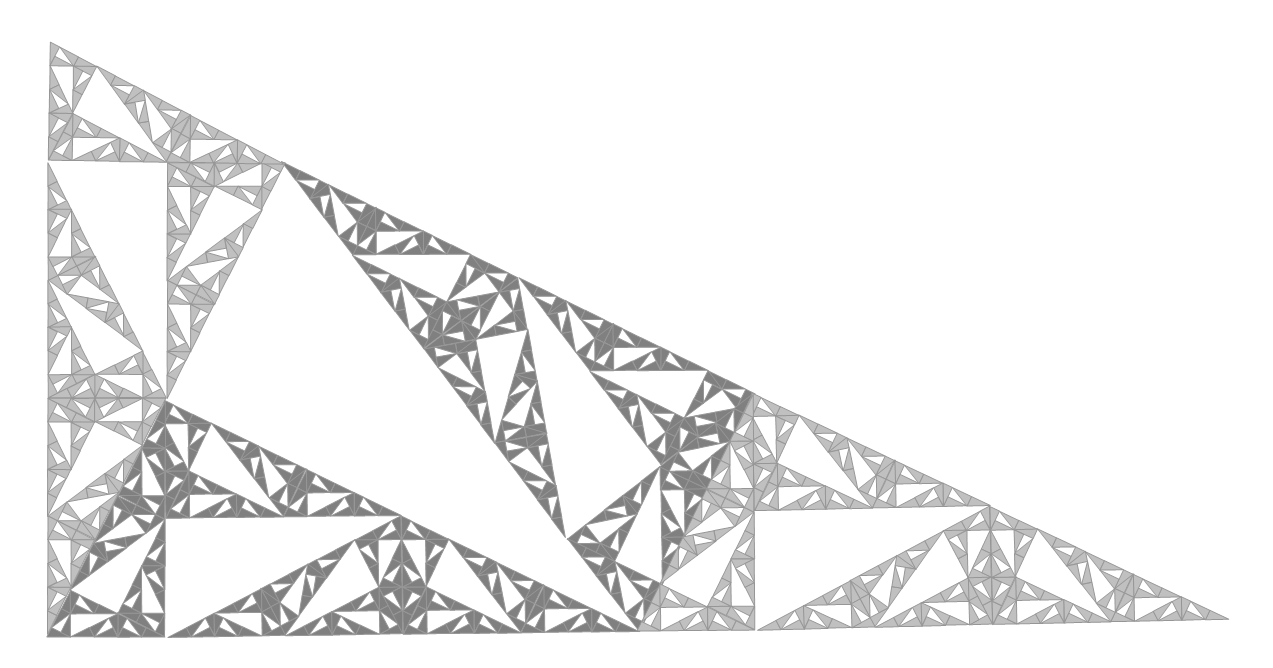
Morișcă fractală

Există diferite generalizări ale ideii inițiale.
Se obține un fractal divizând iterativ {\displaystyle T} în cinci copii izometrice, urmând construcția Conway și eliminând triunghiul din mijloc ("la infinit"). Acest fractal morișcă are dimensiunea Hausdorff {\displaystyle d={\frac {\ln 4}{\ln {\sqrt {5}}}}\approx 1,7227}.

## În arhitectură

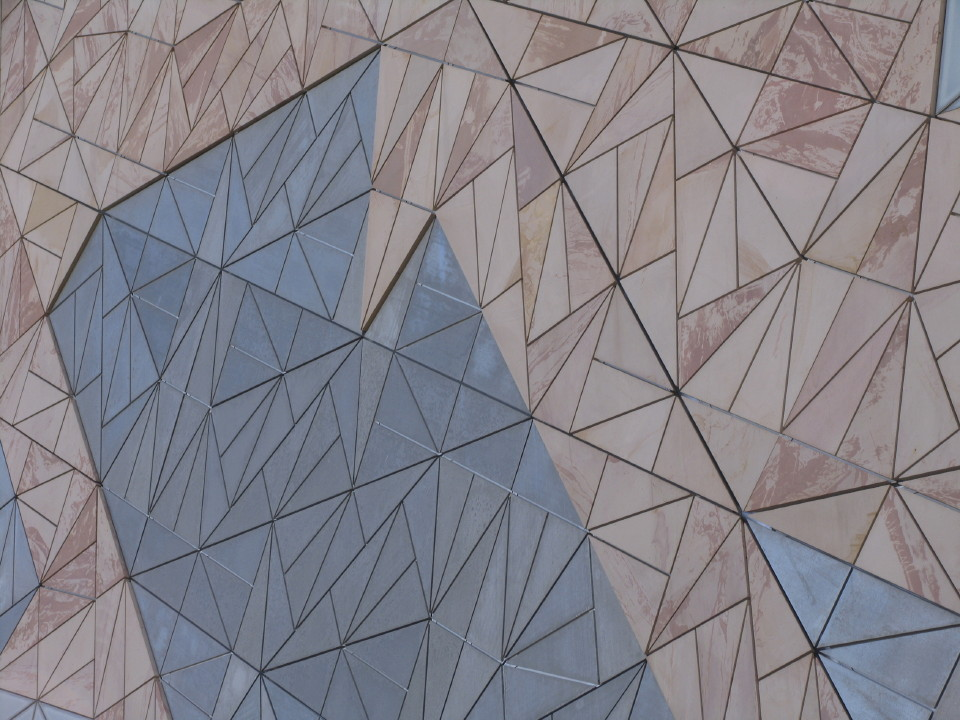
Fațada din gresie din Federation Square

Pe Federation Square, un complex de clădiri din Melbourne, Australia, există o pavare morișcă. În proiect, modelul pavării este utilizat pentru a crea subdomenii pe fațade, permițând ca piesele să fie fabricate în afara șantierului, într-o fabrică, iar ulterior să fie folosite la realizarea fațadelor. Sistemul de pavare morișcă avea la bază un singur element triunghiular (dală), compus din zinc, zinc perforat, gresie sau sticlă, care a fost îmbinat cu alte 4 dale similare pe un cadru de aluminiu, pentru a forma un „panou”. Cinci panouri au fost fixate pe un cadru din oțel galvanizat, formând un „megapanou”, care au fost apoi montate pe cadrele suport pentru fațadă. Poziționarea rotită a dalelor conferă fațadelor un efect compozițional aleatoriu, chiar dacă procesul de construcție a acesteia se bazează pe prefabricare și repetare. Același sistem de pavare morișcă este utilizat la cadrul structural și al geamurilor pentru „Atriumul” din Federation Square, deși în acest caz grila morișcă a fost făcută „3-dimensională” pentru a forma o structură de portal.